# Списък на политическите партии в Азербайджан
Азербайджан има многопартийна система, доминирана от една водеща партия – „Нов Азербайджан“. Най-старата политическа партия е „Мусават“, която е основана през 1911 г. и към 2024 г. е в опозиция.

## Парламентарно представени партии
| Партия                                              | Места в Мили Меджлис (2015) | Идеология                                                                                 |
| --------------------------------------------------- | --------------------------- | ----------------------------------------------------------------------------------------- |
| Нов Азербайджан                                     | 69                          | Национализъм, консерватизъм                                                               |
| Партия на гражданската солидарност                  | 3                           | Национален консерватизъм, популизъм                                                       |
| Азербайджанска партия на демократичното просвещение | 1                           | Консерватизъм                                                                             |
| Партия на Майката Родина                            | 1                           | Национализъм, национален консерватизъм, иредентизъм                                       |
| Партия на големия ред                               | 1                           | Либерализъм, либерална демокрация, структурализъм                                         |
| Единство                                            | 1                           |                                                                                           |
| Партия на демократичните реформи                    | 1                           | Реформизъм                                                                                |
| Партия на републиканската алтернатива               | 1                           | Републиканизъм, либерална демокрация, национален либерализъм, секуларизъм, про-европейска |
| Национален фронт                                    | 1                           |                                                                                           |
| Справедливост, законност, демокрация                | 1                           | Иредентизъм                                                                               |
| независими                                          | 38                          |                                                                                           |
| незаети                                             | 7                           |                                                                                           |